# مارك أ. فرانكلين
مارك أ. فرانكلين (بالإنجليزية: Marc A. Franklin)‏ هو مدرس أمريكي، ولد في 1932 في بروكلين في الولايات المتحدة.